# Jakob Pauls
Jakob Pauls (* 23. März 1857 bei Dornumersiel; † nach 1923) war ein deutscher Politiker.
Der Schiffer Pauls wurde im Jahre 1906 zum Gemeindevorsteher Langeoogs gewählt und hatte das Amt bis 1923 inne. In seine Amtszeit fiel die Neugestaltung der Wasserversorgung mit der Errichtung des Wasserturms und des Baus einer Kanalisation. Er führte hierzu 1906 auf der Insel die Kurtaxe zur Finanzierung des Projekts ein.
Nach ihm wurde mit dem Jakob-Pauls-Weg eine Straße auf Langeoog benannt.